# Christian Grillenberger
Christian Grillenberger (* 14. Oktober 1941 in Pappenheim; † 25. Mai 1998 in Kassel) war ein deutscher Mathematiker, der sich besonders mit Ergodentheorie befasste.

## Leben
Christian Grillenberger wurde 1941 als Sohn eines evangelischen Pfarrers in Pappenheim geboren. Er studierte an der Friedrich-Alexander-Universität Erlangen-Nürnberg und promovierte dort 1970 zum Dr. rer. nat. mit der Dissertation Zwei kombinatorische Konstruktionen für strikt ergodische Folgen. Sein Doktorvater war Konrad Jacobs (der zweite Referent war Heinz Bauer). In seiner Dissertation und in Folgearbeiten hatte er erstmals K-Systeme und Bernoulli-Systeme mit eindeutigen ergodischen Maßen konstruiert.
Anschließend wechselte er an das Institut für Mathematische Stochastik der Georg-August-Universität Göttingen, wo er von 1971 bis 1982 mit einer Unterbrechung als Wissenschaftlicher Assistent tätig war. Dort arbeitete er eng mit Ulrich Krengel zusammen, wie etwa beim Beweis des Grillenberger-Krengel-Theorems (Math. Z.149, 131–154 (1976)).
Er habilitierte sich im Wintersemester 1975/76 für das Fach Mathematik. 1976 kam sein Werk Ergodic theory on compact spaces heraus, das er gemeinsam mit Manfred Denker und Karl Sigmund verfasste. In dieses viel zitierte Werk ist seine Habilitationsschrift eingegangen.
Vom April 1980 an versuchte er, eine landwirtschaftliche Lehre zu absolvieren. Die Lehre brach er im Juli 1981 ab.
1982 wechselte er als Akademischer Rat und Privatdozent an den Fachbereich Mathematik und Informatik der Universität/Gesamthochschule Kassel. 1997 wurde Grillenberger zum Außerplanmäßigen Professor ernannt. Am 25. Mai 1998 erlag er im Alter von 56 Jahren in Kassel einem Herzinfarkt.

## Veröffentlichungen (Auswahl)
- Zwei kombinatorische Konstruktionen für strikt ergodische Folgen. Erlangen-Nürnberg 1970 (Dissertation).
- Construction of strictly ergodic systems I,II, Z. f. Wahrscheinlichkeitstheorie und verwandte Gebiete, Band 25, 1973, S. 323–334, 335–342
- mit Paul Shields: Construction of strictly ergodic systems III: A Bernoulli system, Z. f. Wahrscheinlichkeitstheorie und verwandte Gebiete, Band 33, 1975, S. 215–217
- mit Ulrich Krengel: On marginal distributions and isomorphisms of stationary  processes, Math. Z., Band 149, 1976, S. 131–154
- Ensembles minimaux sans mesure d'entropie maximale. In: Monatshefte für Mathematik, Band 82, 1976, S. 275–286.[3]
- mit Manfred Denker und Karl Sigmund: Ergodic theory on compact spaces. Lecture notes in Mathematics 527, Springer 1976, ISBN 978-3-540-07797-8.
- mit Herbert Ziezold: On the critical infection rate of the one dimensional basic contact process: numerical results. In: Journal of Applied Probability. Band 25, 1988, S. 1–8.
- Wahrscheinlichkeitstheoretische Berechnungen zu einem unendlichen Dateihaltungsmodell von L. Wegner. Mathematische Schriften Kassel, Gesamthochschule  Kassel 1991.
- zusammen mit Mustapha Ayaita: Ein Permutationstest zum Vergleich von Muschelpopulationen. Mathematische Schriften Kassel, Gesamthochschule Kassel 1994.